# El Barí
El Barí es una ranchería del municipio de Balancán ubicado en la subregión de los Ríos del estado mexicano de Tabasco.

## Geografía
La localidad se ubica a 35.6 kilómetros (en dirección este) de la localidad de Balancán de Domínguez, la cabecera y lugar más poblado del municipio. Se sitúa en las coordenadas geográficas 17°40′48″N 91°13′38″O / 17.680000, -91.227222, a una elevación de 45 metros sobre el nivel del mar.

## Demografía
Según el Conteo de Población y Vivienda 2020, efectuado por el Instituto Nacional de Estadística y Geografía, la localidad de El Barí tiene 190 habitantes, de los cuales 98 son del sexo masculino y 92 del sexo femenino. Su tasa de fecundidad es de 2.57 hijos por mujer y tiene 59 viviendas particulares habitadas.
| Gráfica de evolución demográfica de El Barí entre 1950 y 2020 |
|                                                               |
| INEGI.                                                        |